# HMS Discovery (1874)
HMS Discovery foi um navio de hélice de madeira, primeiramente utilizado como baleeiro Bloodhound. Foi comprado em 1874 pela Expedição Ártica Britânica de 1875-1876 e foi vendido em 1902.

## Projeto e construção
Construído em Dundee pela empresa Stephens & Sons} como um baleeiro de nome Bloodhound em 1873, foi adequado para os serviços de exploração do Ártico. Foi comprado pelo almirantado em 5 de dezembro de 1874 e convertido para exploração e comissionado em 13 de abril de 1875. Equipado com um motor a vapor da Greenock Foundry Company gerava uma força de 312 cavalo-vapor.

## Carreira

### Expedição Ártica Britânica
Capitão George Strong Nares foi colocado no comando da Expedição Ártica Britânica de 1875, que tentava alcançar o Polo Norte através da Passagem Smith Sound, entre a Groelândia e a Ilha Ellesmere no extremo norte do Canadá. Geógrafos contemporâneos propuseram que poderia haver um Mar polar abertoe que se a camada grossa de gelo em torno dele fossem superados, o acesso ao Pólo Norte por mar seria possível. Desde quando Edward Augustus Inglefield penetrou Smith Sound em 1852, esta tem sido a melhor rota de acesso ao norte. Nares comandou o sloop-of-war HMS Alert acompanhado pelo Discovery, comandado pelo Capitão Henry Frederick Stephenson. O HMS Valorous carregava suprimentos extras e acompanhou a expedição até Godhavn.